# Penicillidia buxtoni
Penicillidia buxtoni är en tvåvingeart som beskrevs av Scott 1932. Penicillidia buxtoni ingår i släktet Penicillidia och familjen lusflugor.
Artens utbredningsområde är Vanuatu. Inga underarter finns listade i Catalogue of Life.